# 矽藻殼

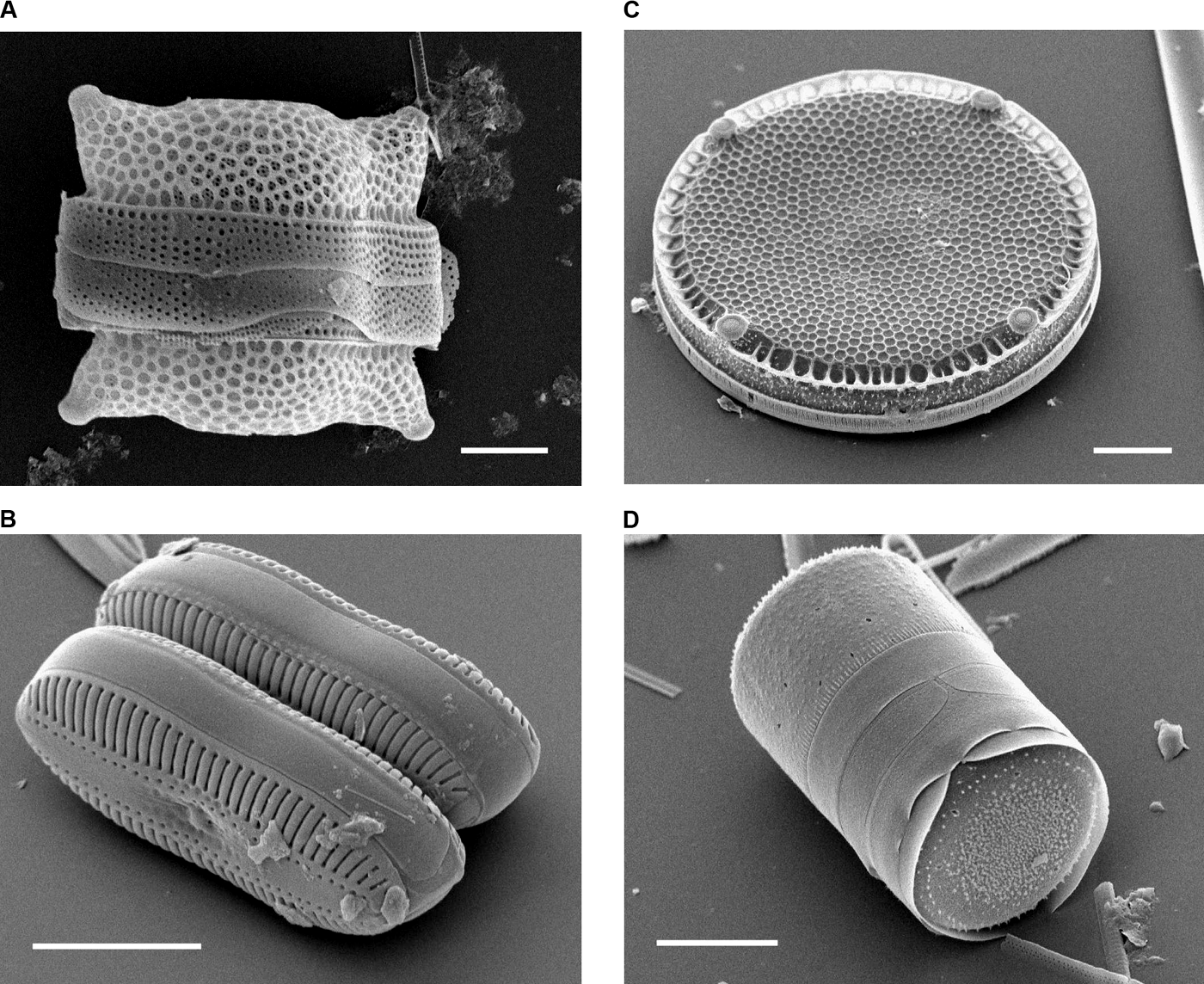
掃描電子顯微鏡下數個矽藻殼的結構，其中圖A、C與D的比例尺為10微米，圖B的比例尺則為20微米

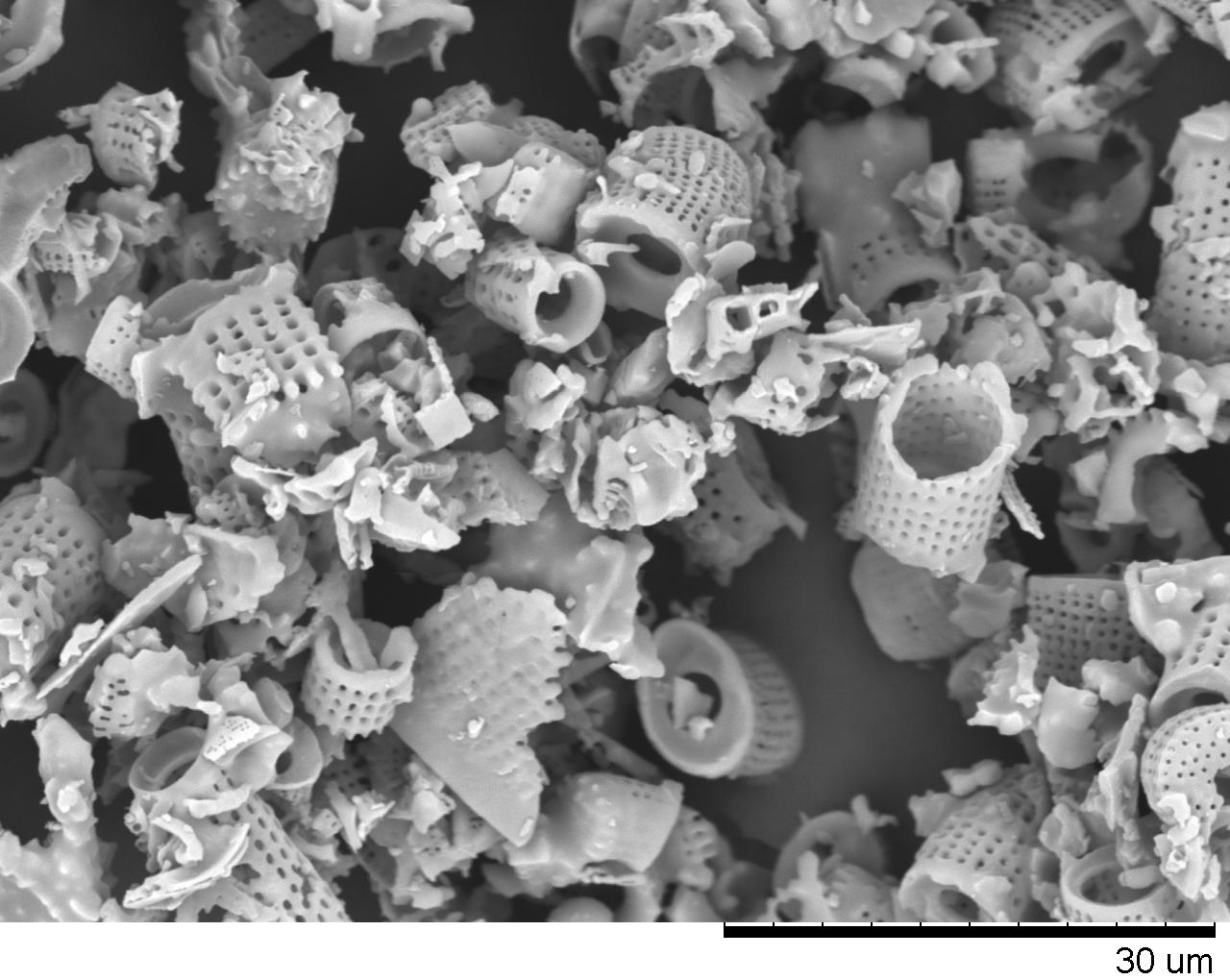
電子顯微鏡下的矽藻土

矽藻殼（英語：frustule）又稱矽殼、矽質殼，是矽藻堅硬且具孔洞的外殼（細胞壁），經生物礦化產生，其成分大多為矽，表面並覆有數種多醣（早期文獻稱其表面物質成分為果膠）。矽藻殼孔洞的大小與形狀多樣，大小介於250至600奈米之間。有些屬的矽藻殼內表面有往內部空腔延伸的脊狀結構，稱為假隔膜（pseudoseptum），溝鏈藻科矽藻的假隔膜又被稱為ringleist。
矽藻死後其有機組織漸被分解，殼則會沉入海底成為矽藻土，此材料有許多商業與學術用途。